# Lars Koch
Lars Koch es un deportista danés que compitió en piragüismo en las modalidades de aguas tranquilas y maratón.

## Palmarés internacional

### Piragüismo en aguas tranquilas
Ganó dos medallas en el Campeonato Mundial de Piragüismo en los años 1985 y 1987.
| Campeonato Mundial | Campeonato Mundial | Campeonato Mundial | Campeonato Mundial |
| Año                | Lugar              | Medalla            | Evento             |
| ------------------ | ------------------ | ------------------ | ------------------ |
| 1985               | Malinas (Bélgica)  | Medalla de bronce  | K4 10 000 m        |
| 1987               | Duisburgo (RFA)    | Medalla de plata   | K2 10 000 m        |

### Piragüismo en maratón
En la modalidad de maratón, obtuvo tres medallas de oro en el Campeonato Mundial de Piragüismo en Maratón entre los años 1988 y 1994.
| Campeonato Mundial | Campeonato Mundial       | Campeonato Mundial | Campeonato Mundial |
| Año                | Lugar                    | Medalla            | Evento             |
| ------------------ | ------------------------ | ------------------ | ------------------ |
| 1988               | Nottingham (Reino Unido) | Medalla de oro     | K2                 |
| 1990               | Copenhague (Dinamarca)   | Medalla de oro     | K2                 |
| 1994               | Ámsterdam (Países Bajos) | Medalla de oro     | K1                 |